# 西鮑曼 (北達科他州)
西鮑曼（英語：West Bowman）是位於美國北達科他州鮑曼縣的一個未組織地區。

## 地方資料
西鮑曼的面積為739.31平方千米，當中陸地面積為737.96平方千米，而水域面積為1.34平方千米。根據2010年美國人口普查的數據，當地共有人口104人，而人口密度為每平方千米0.14人。